# United States Anti-Doping Agency
De United States Anti-Doping Agency (USADA) is een non-profit, niet-overheidsgebonden organisatie en de nationale anti-dopingorganisatie voor de Verenigde Staten. De organisatie bestuurt anti-dopingprogramma's voor VS-Olympische, paralympische, Pan-Amerikaanse en ParaPan Amerikaanse sport. Haar activiteiten bestaan onder meer uit testen, zowel tijdens als buiten competitieseizoenen, het managen van de testuitslagen, het zorg dragen voor classificeerbaarheid van drugs, het controleren van therapeutisch gebruik van middelen, diverse onderzoeksinitiatieven en educatie van atleten. USADA is gevestigd in Colorado Springs. 
USADA is in de VS verantwoordelijk voor de implementatie van de World Anti-Doping Code, die gezien wordt als de basis voor de meest strikte anti-dopingprogramma's in de sport. In 2001 werd USADA door het Amerikaanse congres erkend als het officiële anti-dopingbureau voor Olympische Spelen, Pan-Amerikaanse Spelen en paralympische sport in de VS. USADA is geen overheidsinstelling, maar wordt deels gefinancierd door het "Office of National Drug Control Policy" (ONDCP); de rest van de inkomsten komt van contracten op het gebied van anti-dopingdiensten met sportorganisaties, waaronder het Olympisch Comité in de VS. De VS ratificeerde ook de UNESCO "International Convention against Doping in Sport", het eerste wereldwijde verdrag tegen doping in de sport; de VS vertrouwt daarbij grotendeels op USADA om deze commitment te effectueren.